# Phare de Jussarö
Le phare de Jussarö (en finnois : Jussarön majakka) est un phare sur l'îlot de Sundharun (sv) au sud de l'île de Jussarö dans le golfe de Finlande, au large de la municipalité de Raseborg, en région d'Uusimaa (Finlande).

## Histoire
Le premier phare a été construit en 1881 sur Jussarö, la plus grande île de l'archipel, ainsi que les bâtiments résidentiels des gardiens. Cependant, l'emplacement de ce phare a été jugé faible, car il y avait une perturbation magnétique dangereuse qui perturbait les boussoles des navires. À cette époque, il n'avait pas été possible de construire ce phare plus au sud de l'archipel.
En 1922, l'ancien phare a été remplacé par un nouveau et il a été érigé sur l'îlot de Sundharun dans la partie sud de l'archipel, à environ 4 km de Jussarö. Le phare a été mis en service le 20 novembre 1922 et l'ancien phare a finalement été fermé le 25 décembre 1922. Le phare est également devenu le premier phare automatisé de Finlande, dès sa construction.

## Description
Le phare  est une tour pyramidale en béton armée de 24 mètres de haut, avec une galerie et lanterne. La tour est peinte en blanc avec une bande horizontale rouge. Il émet, à une hauteur focale de 30 mètres, un long éclat blanc toutes les 12 secondes. Sa portée nominale est de 16,8 milles nautiques (environ 31 km).
Identifiant : ARLHS : FIN-011 - Amirauté : C4980 - NGA : 14892.

## Caractéristique dufeu maritime
Fréquence : 12 secondes (W)
- Lumière : 1,2 seconde
- Obscurité : 10,8 secondes

### Lien connexe
- Liste des phares de Finlande